# Pixbo Wallenstam IBK
Pixbo IBK är en innebandyklubb i Mölnlycke som spelar i innebandyns högsta serier på både herr- och damsidan.
Till klubbens mest framträdande spelare genom historien hör Niklas Jihde, Magnus Augustsson, Anders Hellgård och Henrik Quist.
Pixbo IBK är enda klubben i Svenska Superligan (högsta serien) som aldrig har åkt ur serien. Klubben har spelat i Svenska Superligan längst av alla klubbar.

## Herrlaget
Lokalt har klubben alltid varit framgångsrik. När SM-serien startades 1989 var det sex riksserier där Pixbo Wallenstam spelade i division 1 Sydvästra. Laget kom tvåa varje år med undantag för ett år då laget vann serien.

## Damlaget
Efter att Guldhedens damer tagit steget över till dåvarande Pixbo i mitten av 1990-talet vann damlaget Göteborgsserien två gånger. När seriesystemet lades om till sex riksserier kom laget tvåa efter Lockerud och gick vidare till slutspel där laget tog Pixbo Wallenstams och Göteborgs första SM-medalj (brons). Därefter skapades elitserier även på damsidan.
Klubbens damlag spelade i den södra elitserien, degraderades men tog laget sig genast tillbaka och har sedan dess varit i slutspel varje säsong med undantag för säsongen 2009/2010. Lagets första SM-guld kom 2016 när man slog Mora i finalen med 6–5.

## Juniorlag
Pixbos herrjuniorer har genom åren bärgat tre SM-brons, två SM-silver och tre SM-guld till föreningen. Senaste gången Pixbos herrjuniorer tog guld var året 2021 då man vann finalen mot Riksidrottsgymnasiet efter straffar.

## Säsongen 2010/11
Efter att föregående år för första gången missat slutspel för herrar lyckades laget nå slutspelet efter att ha tagit 20 av 21 poäng i de avslutande omgångarna.
Både herr- och damlaget lyckades nå semifinal men där blev de utslagna av Storvreta respektive IKSU i tre raka matcher.

## Säsongen 2011/12
Klubbens båda elitlag tog sig till semifinal i SM-slutspelet och fick därmed brons. Herrarna förlorade mot Dalen med 3-1 i matcher medan damerna pressade KAIS Mora till fem matcher.